# Editor de audio

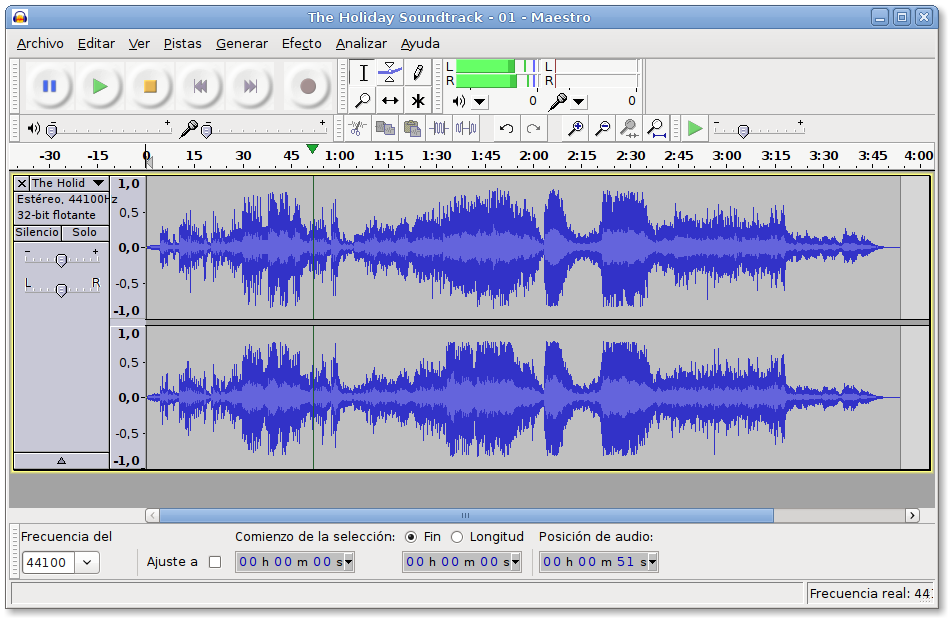
Captura del editor de audio Audacity

Un editor de audio  es una aplicación informática usada para editar audio, es decir, manipular audio digital. Los editores de audio son la pieza de software principal en las estaciones de trabajo de audio digital. Una de las labores es realizar conversiones entre distintos formatos de archivo de audio o bien entre diferentes niveles de calidad de sonido. Generalmente, estas tareas pueden realizarse de un modo no lineal y no destructivo. Algunas de las herramientas más populares son: Adobe Audition, Sound Forge, Nuendo, Logic, Sonar.

## Edición de voz
Los editores diseñados para usarse con voces añaden la posibilidad de realizar medidas y análisis acústicos, como extraer y visualizar un contorno de frecuencia fundamental o un espectrograma. Generalmente carecen de los efectos de interés para los músicos.